# کری تیلور
کری تیلور (انگلیسی: Kerrie Taylor؛ زادهٔ ۱۹۷۳) بازیگر اهل بریتانیا است.
از فیلم‌ها یا مجموعه‌های تلویزیونی که وی در آن‌ها نقش داشته‌است، می‌توان به هالیوکس، پزشک‌ها، حادثه و تپش قلب اشاره نمود.